# Puerto Villarroel
Puerto Villarroel es una localidad y municipio de Bolivia, situado en la provincia de Carrasco en el departamento de Cochabamba. La población está situada en la orilla del río Ichilo y está compuesta principalmente por mojeños, con más del 80 % de la población, además cuenta con una importante cantidad de quechuas y la población nativa los Yuquis, grupo étnico en vías de extinción.
Posee el mayor puerto comercial de la zona tropical de Cochabamba que lo conecta con el oriente boliviano. Se encuentra ubicado a 254 km de la ciudad de Cochabamba y 201 km de la ciudad de Santa Cruz de la Sierra.
El clima del municipio de Puerto Villarroel es agradable, y el territorio se distingue por sus atractivos turísticos y culturales.

## Historia
Puerto Villarroel, fue creada en 1952, como pista de aterrizaje para la reserva de presos políticos del gobierno democrático del entonces presidente del país, Víctor Paz Estenssoro y de la refinería de YPFB.
El municipio de Puerto Villarroel fue creado el 14 de abril de 1980, durante la presidencia de Lidia Gueiler, con sus cantones Valle Ivirza, Ivirgarzama, Mariposas y Puerto Villarroel.
En 2019 se restablecieron operaciones de despacho de carga internacional por Puerto Villarroel con el transporte de 200 toneladas de urea producidas en la Planta de Bulo Bulo, cuyo fertilizante es para el mercado brasileño. El embarcadero forma parte de la Hidrovía Ichilo-Mamoré, cuya ruta fluvial llega hasta Guayaramerín, en el departamento del Beni, y se conecta con Porto Velho en Rondonia, Brasil.

## Geografía
El municipio de Puerto Villarroel se encuentra en la parte norte de la provincia de Carrasco, en el este del departamento de Cochabamba. Limita al norte y al oeste con el municipio de Chimoré, al sur y al este con el municipio de Pojo, y al noreste con el municipio de Villa Yapacaní en el departamento de Santa Cruz.
El río Ichilo se constituye en el principal río del municipio, ya que es el eje de conexión fluvial juntamente con el río Mamoré. En su recorrido se forman pequeños ecosistemas donde se pueden apreciar variedad de peces, caimanes, tortugas y otros. Se puede navegar hasta Trinidad, capital del departamento del Beni, visitar el territorio de indígenas de origen Yuracaré, Tres Islas, Yuki, Bía Recuate, de la misma manera conocer otros atractivos del municipio como el lambedero de San Lorenzo y San Benito.

## Demografía
De acuerdo con el censo boliviano de 2024, la población del municipio de Puerto Villarroel es de 64 345 habitantes.
La población del municipio aumentó más de dos veces y media entre 1992 y 2024:
| Año  | Habitantes (municipio) | Habitantes (localidad) | Fuente                  |
| ---- | ---------------------- | ---------------------- | ----------------------- |
| 1992 | 24.637                 | 1.643                  | Censo boliviano de 1992 |
| 2001 | 40.790                 | 1.778                  | Censo boliviano de 2001 |
| 2012 | 46.643                 | 2.213                  | Censo boliviano de 2012 |
| 2024 | 64.345                 |                        | Censo boliviano de 2024 |